# Buzan di Edessa
Buzan (... – 1094) è stato un emiro turco selgiuchide di Edessa.
La città di Edessa fu presa dalle truppe selgiuchidi nel 1087 ed il sultano Malik Shah I, non fidandosi del suo ambizioso fratello Tutush I che aveva appena sconfitto Suleyman I,
l'affidò a Buzan.
Nel 1093 Tutush tentò di approfittare della travagliata successione a suo fratello Malik Shah I (morto nel novembre 1092) a Bagdad per deprivare i figli di Malik Shah, suoi nipoti. Egli impose a Aq Sunqur al-Hajib, governatore di Aleppo ed a Buzan, di unirsi a lui, ma questi, per fedeltà verso il figlio del loro vecchio signore, defezionarono durante la battaglia di Tutush contro Barkiyaruq (uno dei figli di Malik Shah), obbligando Tutush a battere in ritirata.
Deciso a vendicarsi, nel 1094 Tutush diede battaglia a Ruyan, vicino ad Aleppo, contro i coalizzati Aq Sunqur al-Hajib, Kerbogha e Buzan, li sconfisse e fece decapitare Aq Sunqur al-Hajib e Buzan, mentre Kerbogha rimase prigioniero.
Nel 1095 un ex ufficiale dell'armeno Philaretus Brachamius, Thoros, eliminò facilmente la guarnigione turca di Edessa e s'impadronì della città, gettando le basi della Contea di Edessa.